# Fosterella micrantha
Fosterella micrantha là một loài thực vật có hoa trong họ Bromeliaceae. Loài này được (Lindl.) L.B.Sm. mô tả khoa học đầu tiên năm 1960.

## Hình ảnh

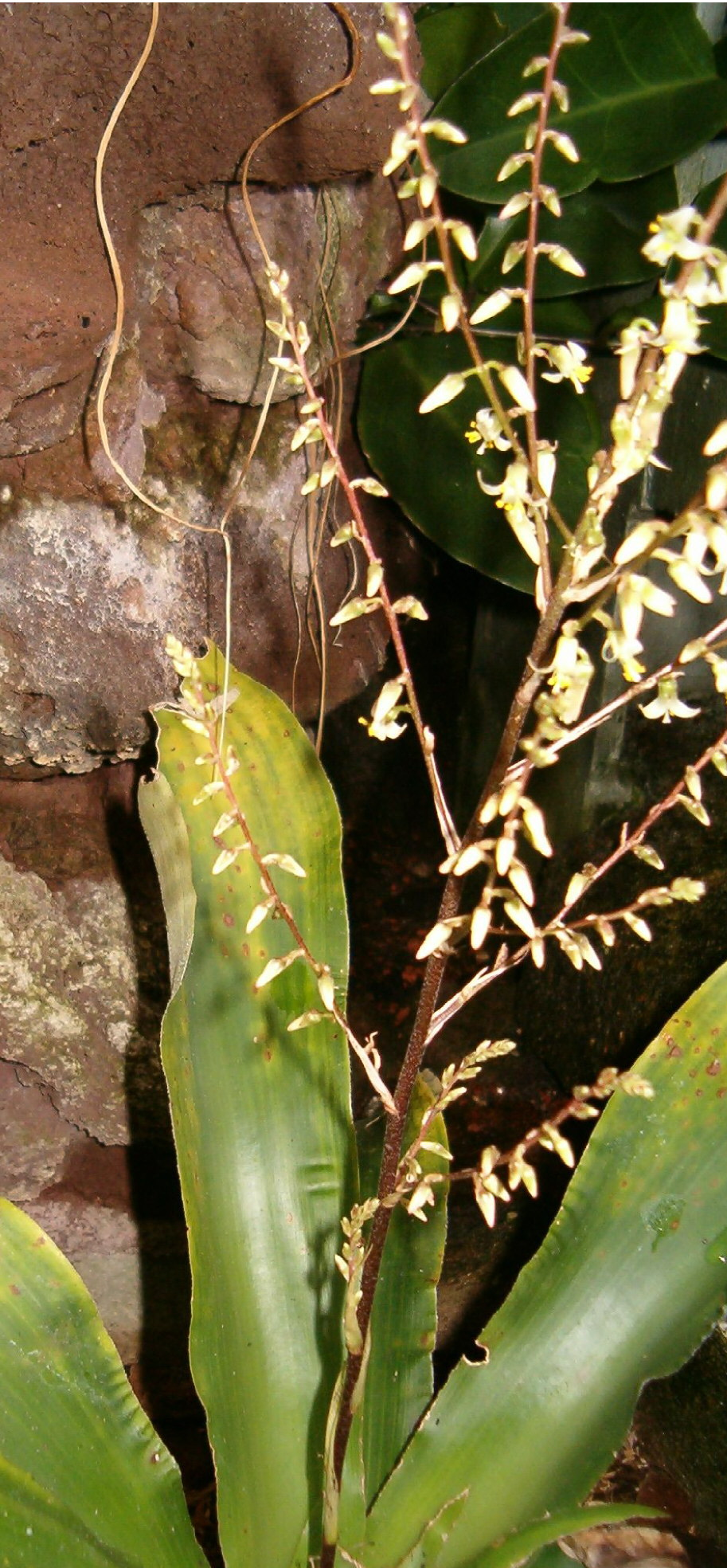